# The Pell Street Mystery
The Pell Street Mystery er en amerikansk stumfilm fra 1924 instrueret af Joseph Franz.

## Medvirkende
- George Larkin som Tip O’Neil
- Frank Whitson
- Ollie Kirby som Mazie Barnett
- Jack Richardsonsom Verdaux
- Karl Silvera